# 邹平路
邹平路是中国上海市浦东新区的一条道路，南北走向，北起昌里东路，南至川杨河，全长849米。

## 周边建筑物
- 上海浦东杨高公交

## 交会道路（北向南）
- 昌里东路
- 南码头路
- 成山路